# Poekilocerus arabicus
Poekilocerus arabicus är en insektsart som beskrevs av Boris Petrovich Uvarov 1922. Poekilocerus arabicus ingår i släktet Poekilocerus och familjen Pyrgomorphidae. Inga underarter finns listade i Catalogue of Life.